# Paul-Napoléon Roinard
Paul Arthur Napoléon Roinard, né le 4 février 1856 à Neufchâtel-en-Bray et mort le 28 octobre 1930 à Courbevoie, est un peintre, librettiste et poète libertaire français.

## Biographie
Après avoir passé son enfance jusqu’à douze ans à Neufchâtel, Roinard fit ses études au lycée de Rouen où il se faisait un peu gloire d’être mauvais élève au possible. À vingt ans, après une lutte opiniâtre avec sa famille, il monta à Paris, où il arriva au milieu d’un orage épouvantable, après un tamponnement dans le tunnel des Batignolles, circonstances où il vit encore un présage à tous ses malheurs. Élève à la fois à l’École des Beaux-Arts et à l’École de médecine, il se mit en même temps à écrire des milliers de vers qu’il détruisit ensuite, au nombre desquels un drame : Savonarole et un proverbe : En tout il faut considérer la fin, qu’il offrit alors sans succès au Théâtre-Français.
Brouillé avec sa famille, après un an de service militaire au 11e régiment de ligne, il mena alors pendant sept années une vie de misère, manquant de tout, même de logement. Grâce à sa santé robuste, il s’en sortit, et finit par vivre tant bien que mal en utilisant ses talents de peintre dans de la peinture pour l’exportation, ses talents de poète à rimer des devises pour papillotes de confiseurs, et toute sa bonne volonté dans diverses besognes, comme un emploi à la Société générale, d’où de formidables erreurs dans ses comptes le firent congédier dès le premier mois.
La peinture pour l’exportation allait si bien qu’il put bientôt se remettre à la poésie et publier, en 1886, son premier recueil de vers : Nos Plaies, livre de révolte intellectuelle et sociale, satire amère et dure. Ce livre l’introduisit dans les milieux littéraires. ll fréquenta le Chat Noir, fonda avec quelques amis la Société La Batte (ou La Butte ?), d’où devait sortir le mouvement libertaire et qui donna son concours à la première représentation du Théâtre-Libre. Il dirigea la Revue Septentrionale, collabora à divers quotidiens et revues, notamment à l’Écho de France. On le sollicita même un jour d’écrire un ouvrage en vers pour lequel on s’engageait à le faire décorer, mais la croix, le moindre ruban, était pour lui l’enrégimentement dans le bataillon commun et il ne put que refuser.
Retiré à l’écart de 1889 à 1891, Roinard s’appliqua à retirer de la circulation tous les exemplaires de Nos Plaies qu’il put rencontrer, et conçut l’idée de son livre : la Mort du Rêve, dont les premiers fragments parurent dans la seconde Pléiade. Il reparut dans le monde littéraire en mai 1891, pour fonder avec Zo d'Axa le journal anarchiste l’Endehors. Il donna, en décembre 1891, au Théâtre d’Art une adaptation, représentée avec la musique de Mme Flamen de Labrély, du Cantique des Cantiques, dont il avait lui-même composé la décoration. Le résultat ne fut pas au rendez-vous de cette tentative : l’idée de Roinard, qui avait voulu faire intervenir les parfums comme moyens d’évocation scénique, parut si nouvelle qu’on le traita de fou.
Roinard prit ensuite la Direction des Essais d’Art libre, où il organisa, en 1894, l’Exposition des Portraits du prochain siècle, qui eut lieu dans la galerie Le Barc de Boutteville. Les Portraits du prochain siècle consistaient en portraits des jeunes écrivains et artistes qui devaient être un jour de grands artistes et de grands écrivains. Roinard compléta même le sens de cette exposition en publiant un volume de biographies de tous ces futurs grands hommes, au nombre desquels lui-même figurait. Cette nouvelle tentative ne fut pas moins bien accueillie que l’introduction des parfums sur la scène. On se moqua, on ridiculisa, et Roinard dut garder en carton deux autres volumes consacrés aux musiciens et aux savants de l’avenir.
Roinard pensa, un moment, revenir définitivement à la peinture pour l’exportation mais, persévérant néanmoins quelque temps, il fréquenta le Club d’Art Social, avant de se retirer de nouveau à l’écart, pour écrire un grand drame de synthèse révolutionnaire, dont l’idée le hantait, intitulé la Légende rouge. Au moment où il allait le commencer, les revers reprirent : saisi, expulsé, il se vit jeter à la rue, dépossédé de tout, et obligé de chercher un autre toit. Il eut pourtant lieu d’éprouver, dans ces infortunes la consolation comme poète de voir un brocanteur acheter en bloc à la vente tous les exemplaires de Nos Plaies qu’il avait si patiemment soustraits à la curiosité du public, pour en garnir toutes les boîtes des quais, au point qu’il n’était pas un bouquiniste qui n’en eût sa part.
Lors du procès des Trente, intenté par le gouvernement aux anarchistes, Roinard se sentit compromis par sa participation à la Société La Butte, sa fréquentation au Club d’Art Social, sa collaboration à l’Endehors et son empressement à répandre les listes de protestations contre l’expulsion de Alexandre Cohen et l’arrestation de Jean Grave. Il pensa que le premier devoir d’un homme passionné pour la liberté était de la conserver,  et sans attendre le verdict, la nuit même, il s’exila sans raison sérieuse à Bruxelles : il n’était nullement compromis ; jamais on n’avait pensé à lui ; son nom n’avait même pas été prononcé ; son imagination de poète avait seule tout fait.
Arrivé dans la capitale belge avec cent sous en poche, Roinard vécut là au moyen de dessins au Petit Bleu, d’articles dans des revues, faisant de l’aérostation, de la littérature et de la peinture, jusqu’à des affiches qu’on lui commandait et qu’on lui laissait pour compte, manquant une fois d’être expulsé comme anarchiste, une autre fois jouant Joad dans une représentation d’Athalie avec le comédien Raymond, trouvant encore le temps, au milieu de cette vie active, de flâner, de rêver, de bavarder avec des artistes et des écrivains, et même de travailler à sa grande œuvre Les Miroirs, pièce en cinq actes et en vers. Au bout de deux ans, jour pour jour, il revint à Paris. L’exil ne l’avait changé en rien. Sa fortune s’était seulement un peu augmentée. Parti avec cinq francs, il revenait avec cinq francs dix.
Aussitôt rentré à Paris, Roinard songea à faire représenter Les Miroirs. Il ouvrit dans ce but une souscription. Mais là encore le poète avait compté sans sa chance. Tout était prêt et on allait jouer, quand, sous l’effet de l’affaire Dreyfus, les souscripteurs s’éclipsèrent, laissant le rideau baissé sur l’œuvre et ses interprètes. Ce revers, où huit cents francs avaient été dépensés en pure perte, fit presque regretter sa bonne vie pittoresque en Belgique à Roinard. La revue La Phalange ouvrit cependant une souscription pour la publication de ce drame, mais Roinard se décida à revenir exclusivement à ses poèmes. Il se remit à travailler à son livre la Mort du Rêve, qu’il publia en 1902, et à l’occasion duquel un banquet lui fut offert, le 28 juin de la même année, par des artistes et des écrivains, sous la présidence de Rodin. La presse garda le silence le plus unanime sur cet important événement et dès lors, Roinard ne travailla plus guère : « découragé, malade, retiré, blotti à Belleville dans un coin de grand air et sous un nid de feuilles, rendant à Paris silence pour silence ».
Roinard a collaboré à L’Avenir de Rouen, La Pléiade, le Mercure de France, la Revue encyclopédique, L'Humanité, le Journal de Paris, Le Réveil, L'Endehors, La Hève, La Revue septentrionale, L’Alceste, Le Parisien, L'Écho de France, les Essais d’art libre, La Plaine, le Petit Bien et Le Public de Bruxelles, la Revue des Beaux-Arts et des Lettres, le Beffroi, La Phalange, la Revue de Paris et de Champagne, etc.

## Opinions
« Roinard est une sorte de vague poète bohème, révolutionnaire et ignoré »

— Paul Léautaud, Journal littéraire, 24 mars 1906.

## Œuvres
- Nos plaies, poésies, couverture dessinée par l’auteur, Paris, Soc. typographique, 1886, in-18 ;
- Chanson d'amour, poésie, musique de Louis Hesse. Paris, Durdilly. s. d., en feuille ;
- Six étages, récit en vers, Paris, Ed. Girard, s. d., en feuille ;
- Berceuse, poésie, s. l. n. d. [Paris, Ed. Girard], 2 ff., la couverture sert de titre (50 exempl.).
- À Dieu, s’il existe, Paris, chez l’auteur, 7, rue Pixérécourt, s. d., en feuille, ;
- La Mort du rêve, poèmes, Paris, Soc. du Mercure de France, 1902, in-8° ;
- Sur l'avenue sans fin, poème, Paris et Reims, Revue de Paris et de Champagne (et chez l’auteur), 1906, in-8°.
- Portraits du prochain siècle (1894) ;
- La Poésie symboliste. Trois entretiens sur les temps héroïques, période symboliste, au Salon des artistes indépendants, 1908. Nos maîtres et nos morts, par P.-N. Roinard. Les Survivants, par Victor-Émile Michelet. La Phalange nouvelle, par Guillaume Apollinaire (1908) ;
- Les Miroirs, moralité lyrique en cinq phases, huit stades, sept gloses et en vers, Éd. de « La Phalange », 1908 introuvable œuvre majeure ;
- La Légende rouge, synthèse d'idées et de caractères révolutionnaires, suivi d'un débat sur Le nombre et la rime et d'un ballet-mimodrame, La Ronde des fleurs (1921) ;
- Chercheurs d'impossible. Contre-partie du Donneur d'illusions, féerie tragique, 5 actes, 11 tableaux, en vers, 1929.

## Préfaces et notices
- Portraits du prochain siècle, Paris, Girard, 1894, in-18.
- Œuvres posthumes de Paul Audricourt. Paris, Mouillot, 1902, in-18 ;
- Soirée d’Art social. Programme illustré par Deluermoz.

On trouve, en outre, des poèmes de P.-N. Roinard dans les ouvrages suivants : Poètes du Nord, 1880-1902, morceaux choisis publiés par A.-M. Gossez. Paris, Ollendorff, 1902, in-18 ; Anthologie des Poètes normands contemporains, par M.-C. Poinsot. Paris, Floury s. d., in-18.

## Pour approfondir

### Iconographie
- Louis Anquetin : Portrait à l’huile, 1885 (appartient à M. Roinard) ; Portrait à l’huile [Exposition des Portraits du prochain siècle, chez Le Barc de Boutteville, 1893] (appartient à M. Roinard), reprod. dans la Revue Encyclopédique, 15 novembre 1893.
- A. Brière, « Croquis », La Plume, 15 juin 1892.
- F. Courché : Dessin à la plume, reprod. dans le Messager Parisien, 1888.